# Acontia lucasi
Acontia lucasi là một loài bướm đêm trong họ Noctuidae.